# R Leonis
Désignations
R Leonis est une étoile géante rouge et variable de type Mira située à environ 300 années-lumière dans la constellation du Lion.

## Propriétés

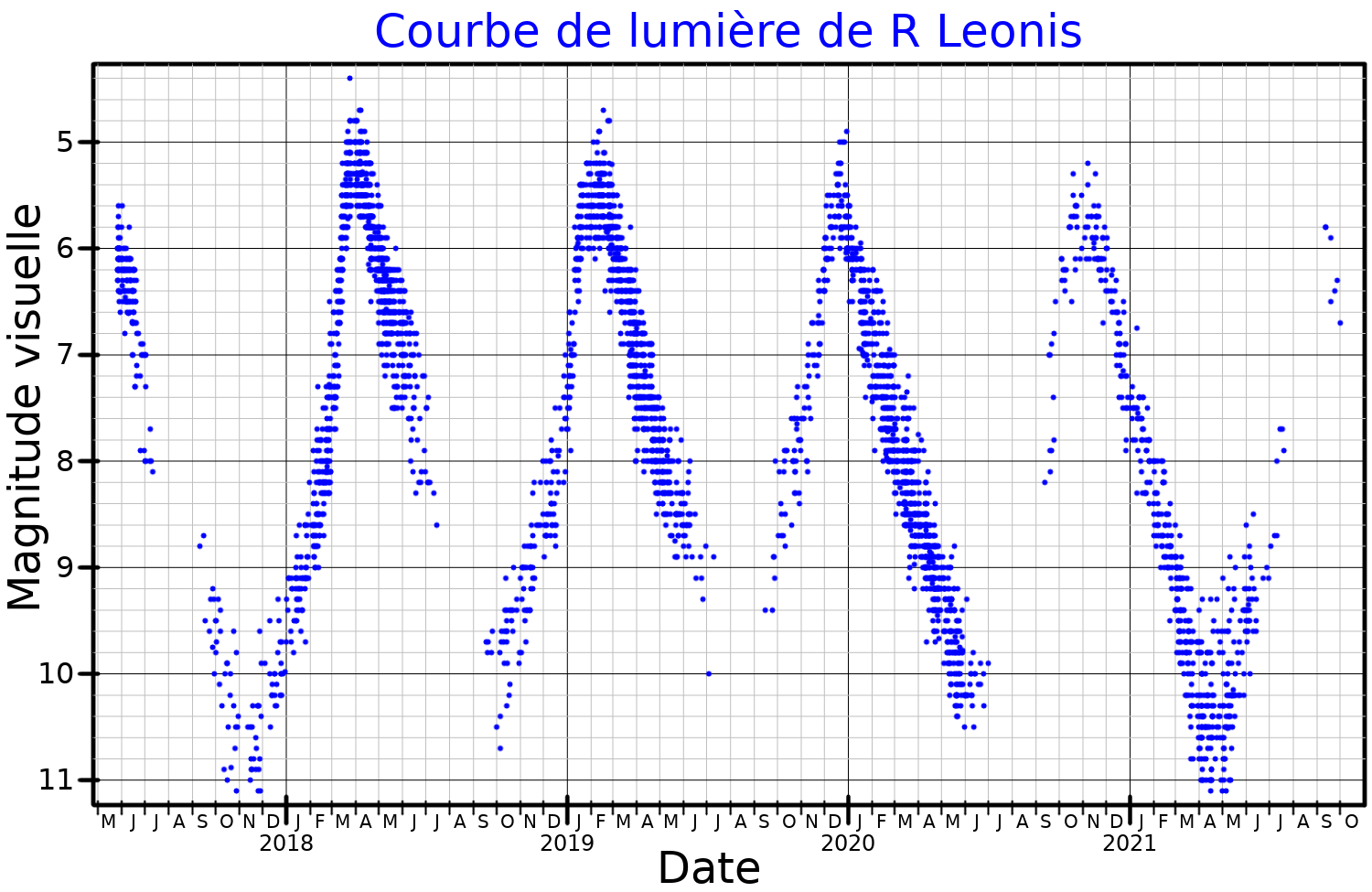
Courbe de lumière de R Leonis entre 2018 et 2021, obtenue à partir des données de l'AAVSO dans la bande V.

La magnitude apparente de R Leonis varie entre 4,31 et 11,65 sur une période de 312 jours. Au maximum de luminosité, elle est visible à l'œil nu, tandis qu'au minimum un télescope d'au moins 7 cm est nécessaire pour son observation. La température effective de l'étoile est estimée à 2 890 kelvins et son rayon vaut 299 R☉ (soit 208 millions de km, ou encore 1,39 ua), ce qui correspond approximativement à la zone de l'orbite de Mars.

## Planète éventuelle

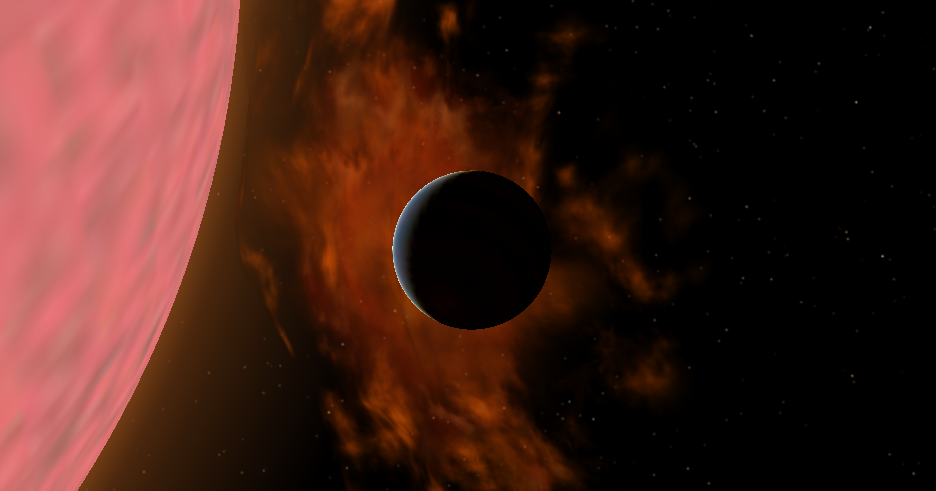
Vue d'artiste de l'éventuel compagnon planétaire en évaporation de R Leonis.

En 2009 Wiesemeyer et al. ont proposé que les fluctuations quasi-périodiques observées sur l'étoile pourraient être dues à la présence d'un compagnon sub-stellaire en évaporation, probablement une exoplanète. Ils en ont déduit une masse du corps en orbite estimée à deux fois la masse de Jupiter, une période orbitale de 5,2 ans et une séparation orbitale probable de 2,7 unités astronomiques. S'il est confirmé, un tel objet planétaire pourrait probablement être une planète en évaporation, avec une longue queue de type comète comme le laissent supposer les intenses émissions de masers à SiO.
| Planète | Masse  | Demi-grand axe (ua) | Période orbitale (jours) | Excentricité | Inclinaison | Rayon |
| ------- | ------ | ------------------- | ------------------------ | ------------ | ----------- | ----- |
| b       | ≥ 2 MJ | ≥ 2,7               | 1 898                    | 0            |             |       |